# 拜尔默梅尔
拜尔默梅尔（荷蘭語：Bijlmermeer，荷蘭語發音：[ˈbɛi̯lmərˌmeːr]），俗称拜尔默（荷蘭語：Bijlmer，荷蘭語發音：[ˈbɛilmər]），是荷兰阿姆斯特丹东南区的街区之一。 